# Bishop Peak
Bishop Peak är en bergstopp i Antarktis. Den ligger i Östantarktis. Nya Zeeland gör anspråk på området. Toppen på Bishop Peak är 3 413 meter över havet, eller 792 meter över den omgivande terrängen. Bredden vid basen är 6,9 km. Bishop Peak ingår i Royal Society Range.
Terrängen runt Bishop Peak är kuperad åt nordost, men åt sydväst är den bergig. Trakten är obefolkad. Det finns inga samhällen i närheten. 